# Disseny tèxtil
El disseny tèxtil és el procés de creació de teixits. Combina dos eixos principals: la tecnologia i l'estètica.
L'aspecte del tèxtil depèn grosso modo dels elements següents: la tria dels fils (material, color, qualitats tècniques), la manera de tricotar o de teixir (hi comprés el no teixit), la tintura i segons els casos la impressió i una tècnica d'acabat. Hi ha unes tècniques més especialitzades com la punta al coixí, el bàtik o la passamaneria, però aquests no representen els grans volums industrials. El disseny tèxtil comprèn igualment unes tècniques aplicades després de la confecció com per exemple el brodat, la impregnació (per exemple fer un tèxtil impermeable), el rentat a la pedra utilitzat per a donar un aspecte envellit, o el prerentat per a evitar la l'encongiment.
Segons el cas, el dissenyador tèxtil pot col·laborar amb artistes els motius dels quals adapta a la producció industrial o el mateix dissenyador tèxtil s'ocupa de tot el procés. Igualment, les empreses de moda poden desenvolupar el seu disseny propi (cas de la moda presta o ràpida), la producció del qual després subcontracten a fàbriques de tèxtil; tal com aquestes darreres poden dissenyar els seus teixits o tricots propis que les empreses de moda compren tal quals.
Les habilitats tècniques, creativitat i capacitat d'adaptació a les demandes del client així com l'anticipació de tendències són part dels requisits del treball del dissenyador tèxtil. Ans al contrari de l'artista, del qual la creativitat només és limitada per la seva imaginació, un dissenyador és limitat per imperatius industrials i econòmics i per normes tècnics o de seguretat.

## Aspectes tècnics
Al disseny tècnic es desenvolupen les qualitats físiques del producte final. Per això s'ha d'estudiar el tipus de fil i la tècnica més adequada per tal de determinar-ne qualitats com: elasticitat, resistència a la calor o al foc, reciclabilitat, impermeabilitat, conducció o conservació de calor, respirabilitat (capacitat d'evacuar la transpiració), protecció contra agents químics o mecànics (eines que tallen), facilitat de rentar o d'esterilitzar, velocitat d'usura, visibilitat (al fosc) o la invisibilitat (vestits de camuflatge), al·lèrgies, emissió de gasos tòxics en cas d'incendi, resistència a les taques, capacitat d'ocultar, etc.
El disseny tècnic té un paper molt important entre d'altres en indumentària esportiva, protectora, militar o medical, així com per als tèxtils de decoració que en certs contexts (avions, hotels, hospitals) són sotmesos a un plec de condicions considerable entre d'altres per a la resistència al foc.

## Aspectes estètics i artístics
Al disseny tèxtil estètic, es dissenya l'aspecte exterior dels teixits utilitzats en indumentària, catifes, decoració interior, roba de casa, mobiliari. A més de l'expressió creativa, el dissenyador sovint també ha de considerar aspectes funcionals, d'identitat comercial o de màrqueting i en un mercat amb molta competició també amb el preu que de vegades pot limitar la llibertat artística. Així quan desenvolupa un teixit pels seients d'un avió, per exemple, ha de tenir compte dels colors de la companyia. El disseny tèxtil cobre productes tant diversos com dissenys exclusius, produïts a la mà en tiratges limitats fins a productes de massa.

## Mètodes

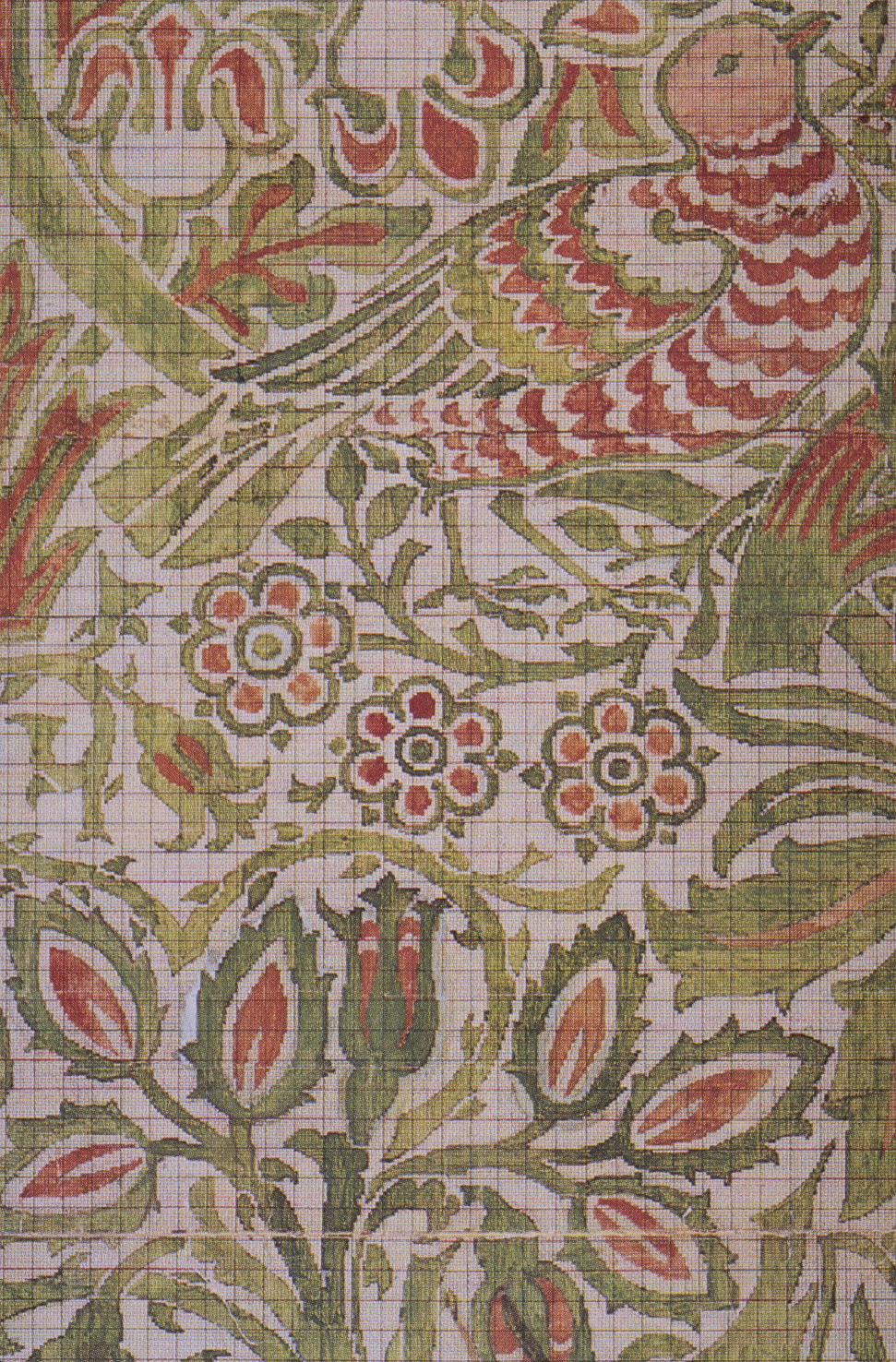
Reducció d'un motiu en paper quadriculat per a preparar les cartes perforades d'un teler Jacquard

En simplificar, hi ha dues tècniques per a crear motius tèxtils. La primera consisteix a mesclar en la calada fils de materials, d'aspecte o de color diferents segons el motiu desitjat (teixits o gènere de punt). Fins a la invenció del teler de Jacquard, aquesta tècnica només permetia motius relativament senzills i abstractes: linears, quadrats o oblics (com per al tweed escocès o irlandès). El gènere de punt ja dona una llibertat més gran i permet motius figuratius. La segona tècnica és l'estampació o la impressió que no posa límits als motius. Per fer motius multicolors cal un tampó per color i per a evitar un desfasament, cal molta precisió i tintes que lliguen bé. Tot i que la impressió tèxtil amb blocs de fusta ja era coneguda a Europa des del segle xii, va caldre temps abans que la tècnica va ser fiable. Quasi totes les tècniques d'impressió de paper coneixen la seva variant tèxtil. La impressió digital amb injecció de tinta obre noves perspectives en permetre motius complicats en petit tiratge, com que suprimeix el cost de clixé, tampó, placa o rotlló d'impressió.
Avui en dia, la majoria dels dissenyadors tèxtils utilitzen un programari de disseny assistit per ordinador.

## El disseny tèxtil als Països Catalans
El disseny tèxtil a Catalunya és més antic que la paraula. Tradicionalment, des de l'edat mitjana els mateixos teixidors feien el seu disseny. Els motius i els colors eren limitats i depenien de la disponibilitat local de colorants i matèries primeres. Amb la revolució industrial i el desenvolupament de maquinari i de productes nous les possibilitats van augmentar. Així els industrials van sentir la necessitat d'una formació dels seus obrers. Així, ja el 1906 el Gremi de Fabricants de Sabadell va crear una Escola Industrial d'Arts i Oficis a Sabadell, junts amb altres entitat el 1966 van crear la primera Escola de Disseny Tèxtil de la península Ibèrica. El 2008, l'Acadèmia de Belles Arts de Sabadell va organitzar una exposició dedicada a aquesta tradició, en mostrar el disseny tèxtil des dels seus aspectes més tècnics fins als més artístics.
El 1994 l'Institut d'Estudis Catalans i la Fundació Miquel Mas Molas van instaurar el Premi a la Investigació Tècnica Tèxtil i el Premi al Disseny Tèxtil. El disseny tèxtil s'ensenya entre d'altres a la Universitat Politècnica de Catalunya, a l'Escola superior de Design de Sabadell, la Universitat Politècnica de València.